# Goodyera inmeghema
Goodyera inmeghema är en orkidéart som beskrevs av Paul Ormerod. Goodyera inmeghema ingår i släktet knärötter, och familjen orkidéer. Inga underarter finns listade i Catalogue of Life.